# 경장태자
경장태자(敬章太子, 생몰년 미상)는 고려의 왕족이다. 대종과 선의태후의 셋째 아들이다.

## 생애
추존왕 대종과 선의태후의 3남이다. 언제 태어났는지는 분명하지 않으며, 성은 왕, 본관은 개성이다. 이름 역시 기록되지 않아 알 수 없다.
아버지 대종은 태조와 신정왕태후의 아들이며, 어머니 선의태후는 태조와 정덕왕후의 딸이다. 따라서 경장태자는 태조 왕건의 친손자이자 외손자이며, 성종은 경장태자의 친형이다. 그외에도 수많은 고려 초기의 왕 및 왕비들과 혈족 관계를 이룬다.
경장태자의 부모 대종과 선의태후는 일찍 사망하는 바람에, 경장태자를 비롯한 대종의 자녀들은 친조모 신정왕태후가 양육하였다. 따라서 경장태자는 신정왕태후의 본가인 황주에서 살았을 것으로 추정되며, 관례를 치르기 전 황주원낭군(黃州院郎君)으로 불렸을 수 있다는 추측이 있다. 한편 1013년(현종 4년) 음력 5월 13일에는 자신의 딸이 조카 현종의 왕비가 되니 곧 원용왕후이다.
이후 경장태자의 삶에 대해서는 기록이 남아있지 않아 자세히 알 수 없다. 시호는 경장태자(敬章太子)이다.

## 가족 관계
- 조부 : 제1대 태조(太祖, 877~943, 재위:918~943)
- 친조모 : 태조 제4비 신정왕태후(神靜王太后, ?~983)
  - 아버지 : 추존왕 대종(戴宗, ?~969)
- 외조모 : 태조 제6비 정덕왕후(貞德王后, 생몰년 미상)
  - 어머니 : 선의태후(宣義太后, 생몰년 미상)
    - 아내 : 미상
      - 딸 : 현종 제5비 원용왕후(元容王后, 생몰년 미상)

    - 형 : 효덕태자(孝德太子, 생몰년 미상)
    - 형 : 제6대 성종(成宗, 960~997, 재위:981~997)
    - 남매 : 경종 제3비 헌애왕후(獻哀王后, 964~1029)
      - 조카 : 제7대 목종(穆宗, 980~1009, 재위:997~1009)

    - 남매 : 경종 제4비 헌정왕후(獻貞王后, ?~992)
      - 조카 : 제8대 현종(顯宗, 992~1031, 재위:1009~1031)